# Stade Helmi Zamora
 (mars 2025).
Si vous disposez d'ouvrages ou d'articles de référence ou si vous connaissez des sites web de qualité traitant du thème abordé ici, merci de compléter l'article en donnant les références utiles à sa vérifiabilité et en les liant à la section « Notes et références ».
Le stade Helmi Zamora (en arabe : ستاد حلمي زامورا) est un stade de football égyptien situé dans la ville du Caire.
Sa capacité est d'environ 25 000 spectateurs.

## Histoire
Il est surtout connu pour avoir servi de stade à l'équipe de première division égyptienne de Zamalek SC avant que celle-ci ne déménage au Stade International du Caire, le Stade Helmi Zamora étant considéré comme trop petit par les dirigeants de Zamalek.
Il est nommé en l'honneur de Helmi Zamora (1912-1986), ancien président de Zamalek et footballeur international égyptien qui a joué en faveur de Zamalek.